# Acireale
Acireale – miasto we Włoszech (Sycylia), u podnóża Etny.
Znajduje się tu znane uzdrowisko (źródła mineralne) i kąpielisko.
Według danych na rok 2004 gminę zamieszkiwało 52 206 osób, a gęstość zaludnienia wynosi 1246 os./km².
W mieście jest stacja kolejowa Acireale.

## Zabytki
Miasto posiada wiele cennych zabytków głównie z epoki baroku:
- Katedra (XVII w.)
- Basilica di San Sebastiano (XVIII w.)
- Basilica di San Pietro.

## Galeria

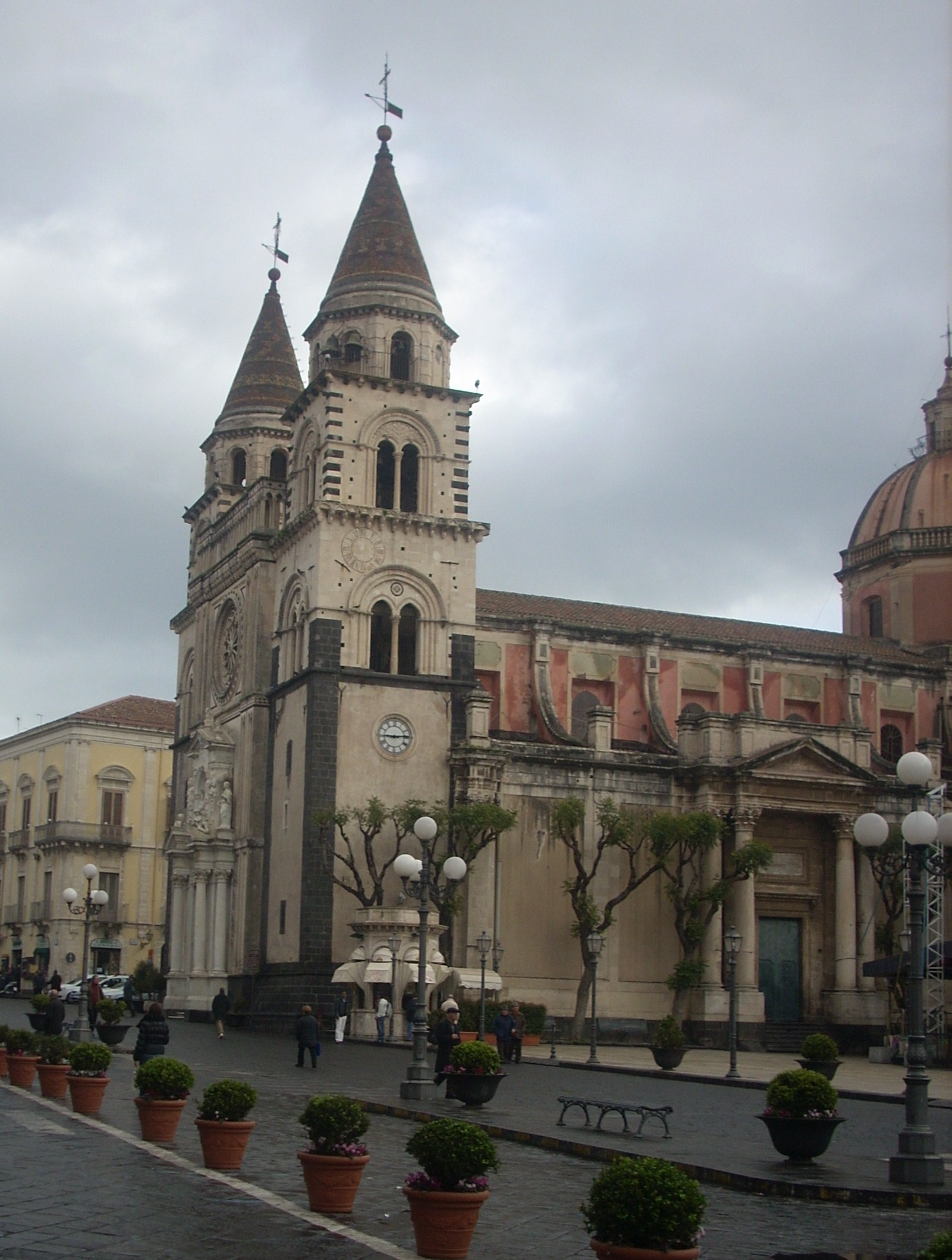
Katedra
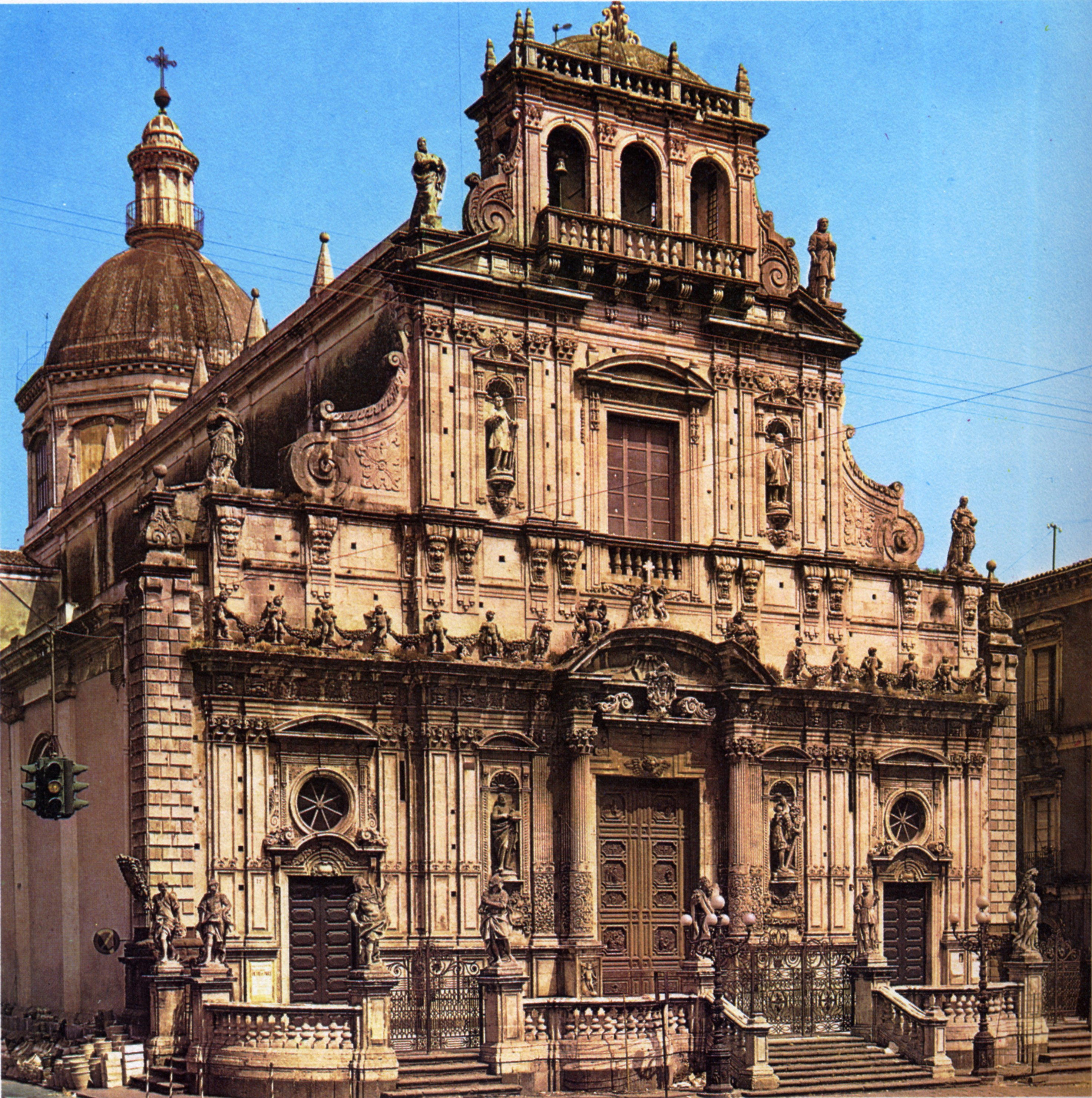
Basilica di San Sebastiano
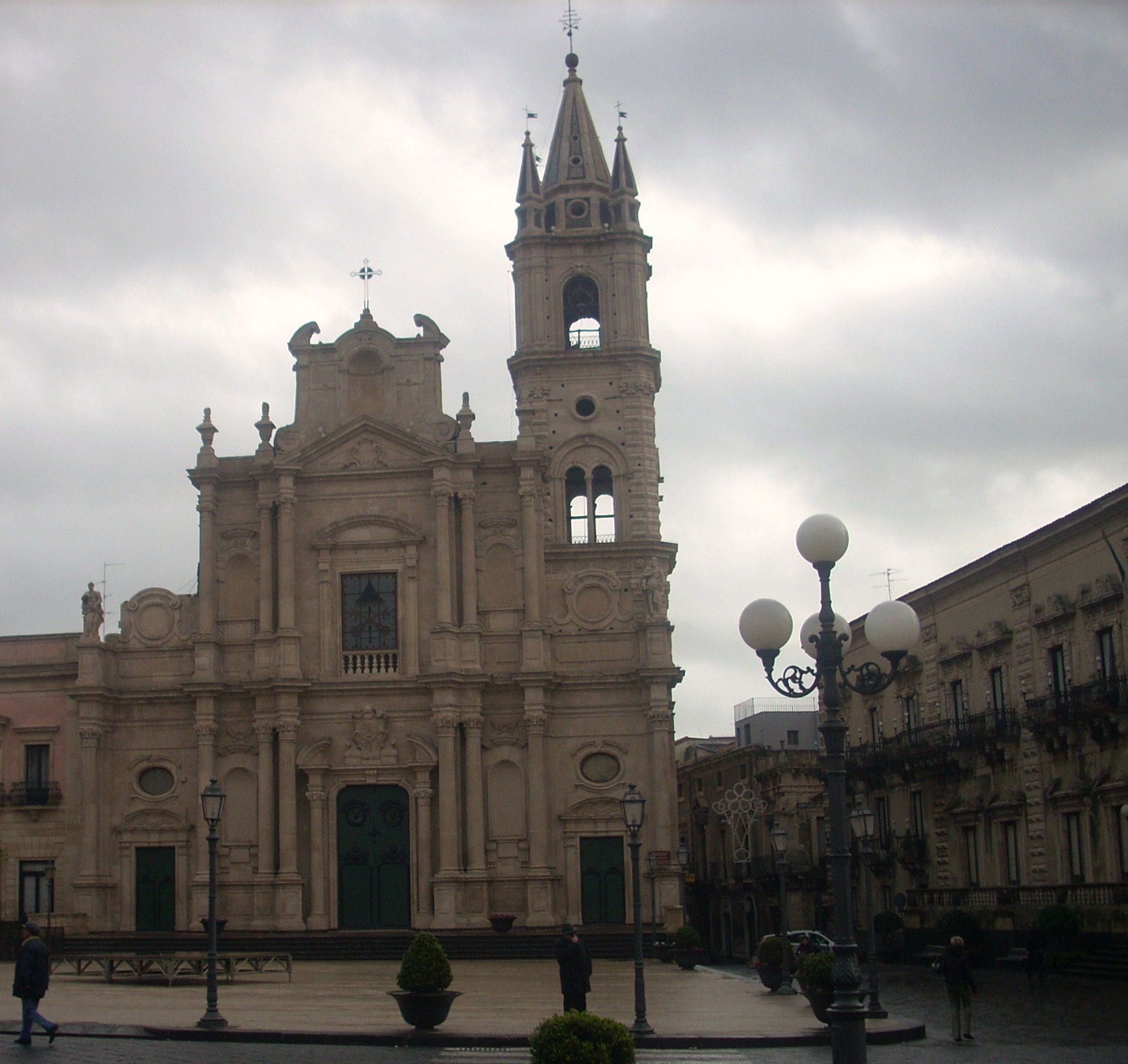
Basilica di San Pietro